# Брагім Хемдані
Брагім Хемдані (араб. إبراهيم حمداني, нар. 15 березня 1978, Коломб) — алжирський футболіст, що грав на позиції півзахисника.
Виступав, зокрема, за клуби «Марсель» та «Рейнджерс», а також національну збірну Алжиру.
Чемпіон Шотландії. Дворазовий володар Кубка Шотландії. Володар Кубка шотландської ліги. 

## Клубна кар'єра
У дорослому футболі дебютував 1996 року виступами за команду клубу «Канн», в якій провів два сезони, взявши участь у 27 матчах чемпіонату. 
Протягом 1998—2001 років захищав кольори команди клубу «Страсбур».
Своєю грою за останню команду привернув увагу представників тренерського штабу клубу «Марсель», до складу якого приєднався 2001 року. Відіграв за команду з Марселя наступні чотири сезони своєї ігрової кар'єри.
У 2005 році перейшов до клубу «Рейнджерс», за який відіграв 4 сезони. Більшість часу, проведеного у складі «Рейнджерс», був основним гравцем команди. За цей час виборов титул чемпіона Шотландії, ставав володарем Кубка шотландської ліги. Завершив професійну кар'єру футболіста виступами за команду «Рейнджерс» у 2009 році.

## Виступи за збірну
У 2008 році дебютував в офіційних матчах у складі національної збірної Алжиру. Протягом кар'єри у національній команді, яка тривала усього 1 рік, провів у формі головної команди країни 2 матчі.

## Титули і досягнення
- Чемпіон Шотландії (1):

«Рейнджерс»: 2008–09
- Володар Кубка Шотландії (2):

«Рейнджерс»: 2007–08, 2008–09
- Володар Кубка шотландської ліги (1):

«Рейнджерс»: 2007–08